# Mont Mermoz
Le mont Mermoz est un sommet de la Grande Terre, l'île principale des îles Kerguelen des Terres australes et antarctiques françaises, culminant à 910 m d'altitude.

## Toponymie
Le mont est nommé en 1961 par le glaciologue Albert Bauer qui en fait le relevé et celui du glacier Mermoz, nommés en hommage à l'aviateur français Jean Mermoz (1901-1936) en raison de la proximité avec le pic Guynemer honorant un autre pilote célèbre.

## Géographie
Le sommet se situe dans la partie nord-ouest de la Grande Terre, au nord du glacier Cook et juste au sud de la péninsule Loranchet et du pic Guynemer (1 088 m). Il domine à l'ouest la baie de Penfeld et à l'est les lacs Louise (supérieur et inférieur).
Il était associé historiquement au glacier Mermoz, s'épanchant depuis son sommet vers l'est et le lac Louise supérieur, mais qui a désormais disparu pour laisser place à un petit lac intermédiaire non nommé.